# Veliki Cerovec
Veliki Cerovec este o localitate din comuna Novo mesto, Slovenia, cu o populație de 153 de locuitori.